# 挥发性有机化合物

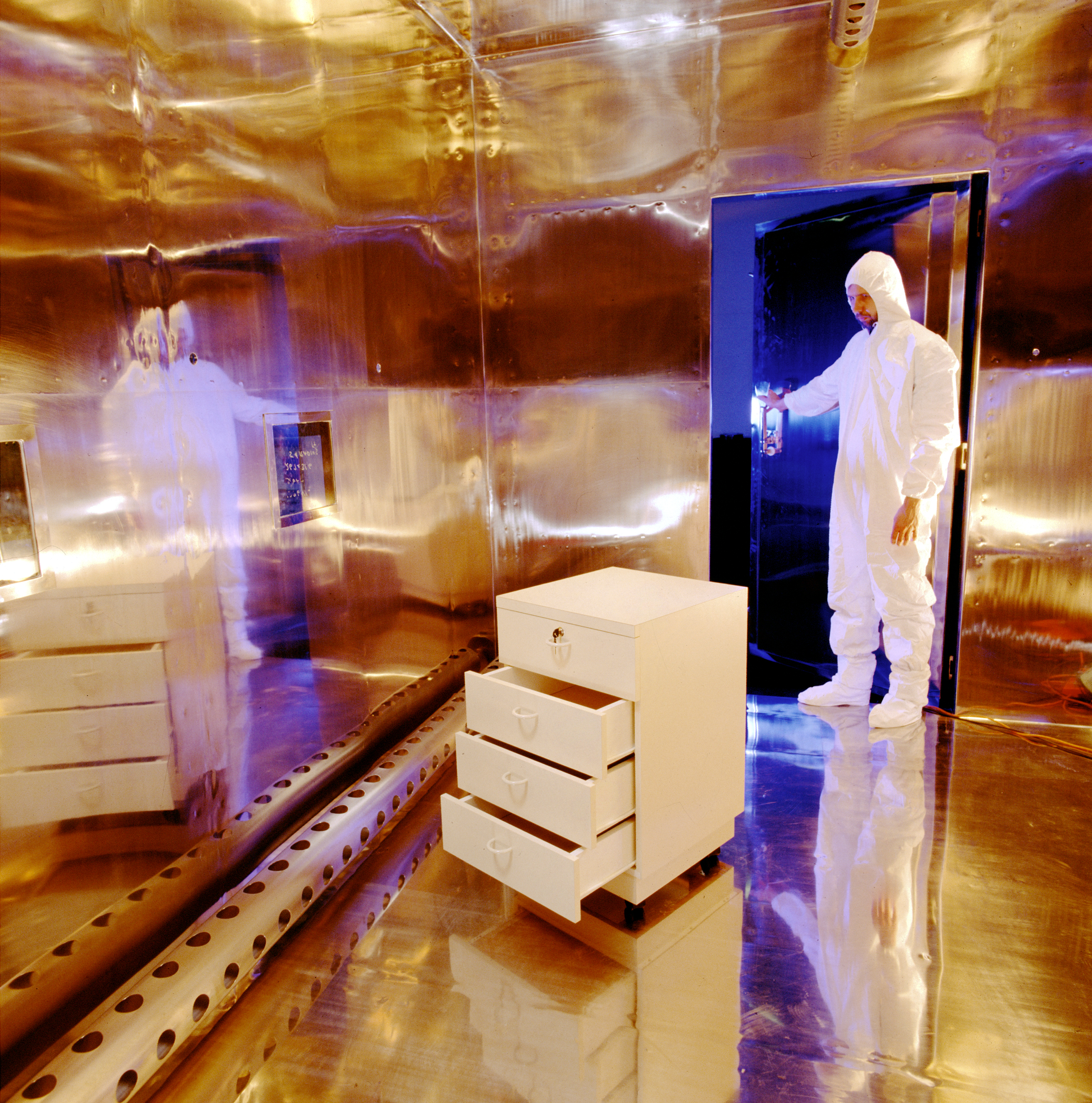
針對家具的揮發物檢查

揮發性有機化合物（英語：Volatile Organic Compounds，首字母縮略字：VOCs），有時也用TVOC來表示 (英語：Total Volatile Organic Compound)。
按照世界衛生組織的定義，如果在氣壓101.32kPa下，該化合物的沸點在50℃-250℃，就是揮發性有機物。它們會在常溫下以氣體形式存在。按其化學結構的不同，可以進一步分為八類：烷類、芳烴類、烯類、鹵代烴類、酯類、醛類、酮類和其他。VOC的主要成分有：烴類、鹵代烴、氧烴和氮烴，它包括：苯系物、有機氯化物、氟里昂系列、有機酮、胺、醇、醚、酯、酸和石油烴化合物等。
例如，甲醛，它由油漆及傢俱中揮發出來，其沸點只有-19°C。
揮發性有機化合物主要來源為燃料燃燒（如露天焚燒、山火及重型機械的排放）、交通運輸，以及裝修工程，其濃度超逾一定標準對健康會構成嚴重危害。

## 來源
揮發性有機物的主要來源：
在室外，主要來自燃料燃燒和交通運輸產生的工業廢氣、汽車尾氣、光化學污染等；
而在室內則主要來自燃煤和天然氣等燃燒產物、吸煙、采暖和烹調等的煙霧，建築和裝飾材料、家具、 家用電器、清潔劑和人體本身的排放等。在室內裝飾過程、裝修工程中，揮發性有機物主要來自油漆、塗料和膠粘劑。一般油漆中VOC含量為每公升30至70克。由於揮發性有機物具有強揮發性，一般情況下，油漆施工後的10小時內，可揮發出90%。

## 危害
揮發性有機物的危害很明顯，當居室中揮發性有機物濃度超過一定濃度時，在短時間內人們感到頭痛、噁心、嘔吐、四肢乏力；嚴重時會抽搐、昏迷、記憶力減退。揮發性有機物傷害人的肝臟、腎臟、大腦和神經系統，其中還包含了很多致癌物質。室內空氣被揮發性有機物污染已引起各國重視。

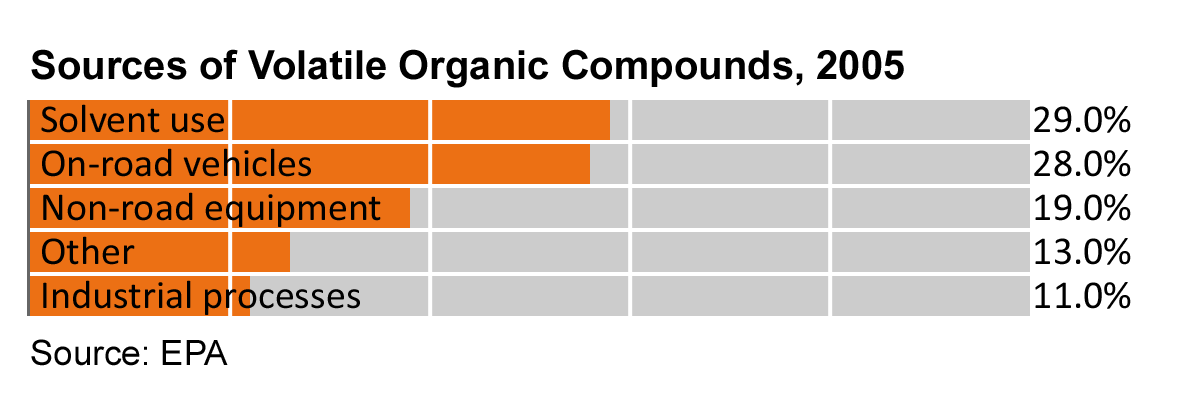
美國VOC來源

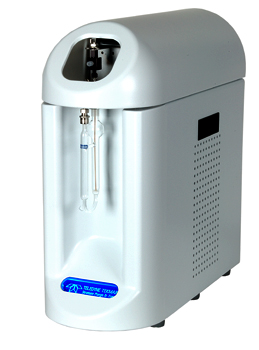
實驗室級VOC檢測機

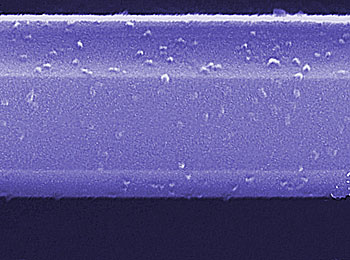
電子顯微鏡下的VOC附著於棒上

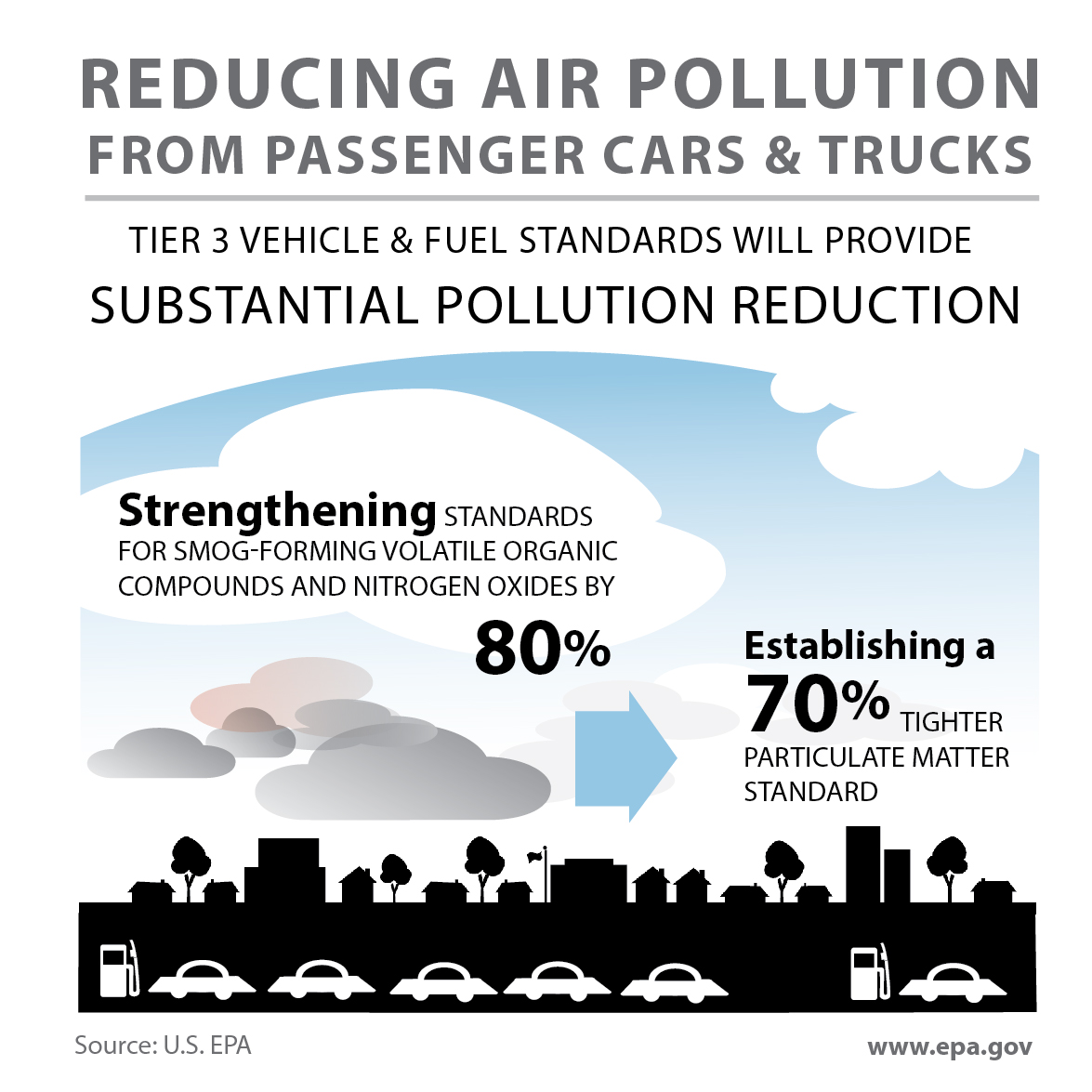
汽車排放狀況

## 室內空氣中總揮發性有機化合物濃度標準
中華民國行政院環境保護署環署的標準較寬鬆，訂定總揮發性有機化合物 (TVOC)含量為少於0.56ppm (等同1287微克/立方米,1287μg/m³,1.287毫克/立方米或560ppbv0.2)
中華人民共和國頒布的《民用建築室內環境污染控制規範》中，室內空氣中TVOC的含量，已經成為評價居室室內空氣質量是否合格的一項重要項目。在此標準中規定的TVOC含量為Ⅰ類民用建築工程：0.5 mg/立方米、Ⅱ類民用建築工程：0.6mg/立方米(等同600微克/立方米,600μg/m³,261ppbv或0.261ppm)。
為改善室內空氣質素及加強公眾對這方面的關注，香港政府於2003年實施自願性的「室內空氣質素管理計劃」。這計劃採用兩個級別的室內空氣質素指標 (「卓越級」及「良好級」)，作為評估樓宇室內空氣質素的基準。經參考多份文獻，包括世界衛生組織2000年發出的"Guidelines for Air Quality"，得出「卓越級」總揮發性有機化合物含量為每立方米少於200微克(200μg/m³)(亦等同87ppbv或0.087ppm)而「良好級」指標則要求總揮發性有機化合物含量每立方米少於600微克(600μg/m³)(亦等同261ppbv或0.261ppm)。不過該指標僅為一次性評估，並非持續性監測，亦不能反映周邊的污染物濃度變化。

## 检测分析方法
有机化合物常见的检测分析仪器通常应用以下技术:
1. 光离子化检测仪 (Photo Ionization Detector, PID)是一种气态检测仪，可以实时量度空气中挥发性有机物水平。这方法的线性范围覆盖至1000ppm，检出限为0.05ppm
2. 火焰电离检测器 (Flame Ionization Detector, FID)是一种宽频有机化合物检测器，不具备选择性。它们的线性非常好。 FID用于现场检测的主要局限在于它们较大的重量和体积，以及需要配置一个氢气瓶，这样一来，就很难在危险环境中使用。 FID相对较贵、维护繁琐也限制了它在工业领域的应用。 PID和FID都是常见的有机化合物检测器，它们都可以有效地测量同一种物质，但是，由于PID更小巧一些，更容易使用和更安全，它要比FID更加普遍地应用于工业领域。
3. 气相色谱法-质谱联用 技术(Gas Chromatography-Mass Spectrometry, GC-MS)是一种鉴别不同物质的分析的方法，适用于挥发性有机物分析的技术之一，常见应用包括药物检测（主要用于监督药物的滥用）、火灾调查、环境分析[4]、爆炸调查和未知样品的测定。

## 去除方法
揮發性有機物在室內環境中幾乎都有存在，且與室內空氣品質不良有關。揮發性有機物的暴露對人體造成許多不良的健康影響以及引起所謂的病態建築症候群。
市面上用於控制室內揮發性有機物的方法很多，如活性碳吸附、臭氧等。有報導稱「光等离子」亦成為解決揮發性有機物的方法之一。空氣中的氧氣分子和水分子經過特殊波長的納米光管照射，分解成具有高氧化性光等离子的光等离子氣流，這些帶有大量電子鍵的光等离子等离子氣流具有破壞有機分子的能力，能夠迅速中和空氣中的揮發性甲醛、甲苯、VOC等氣體分子，使之分解成為水和二氧化碳，該技術本身不會產生任何其他有害物質。由於中和甲醛分子而形成的水分子可以繼續經過納米光管再次作用，通過這樣的鏈式反應將污染物徹底分解，因此該技術的速度比普通甲醛處理的光觸媒技術更具主動性，效果也更強大。光觸媒 (Photocatalytic oxidation, PCO) 對於大部份之室內揮發性有機物有效，且能在室溫下將揮發性有機物完全分解成水及二氧化碳，因此成為近年來發展最快且應用最廣之室內空氣清淨技術。
利用植物去除有機揮發物是天然的方式，植物透過本身的呼吸循環吸入空氣，可分解空氣中的有機揮發物，不同的植物對特定的有機揮發物有特別優異的分解表現，例如黃金葛有助於二氧化碳和甲醛分解、長春藤對甲醛、苯和三氯乙烯等有毒污染物質能有效移除、虎尾蘭能清除甲醛、二氧化硫、氯、乙醚、乙烯、一氧化碳、過氧化氮等有害物。

## 外部連結
- 預防中毒手冊系列 - 台北榮民總醫院毒藥物防治諮詢中心
  - 油漆、稀釋劑：01、02